# Jens Schröter (Theologe)
Jens Schröter (* 30. September 1961 in Berlin) ist ein deutscher evangelischer Theologe und Hochschullehrer für Neues Testament. Zu seinen Forschungsgebieten gehören das Abendmahl Jesu, die Rezeption der Worte Jesu und die neutestamentlichen Apokryphen.

## Leben und akademische Tätigkeit
Das Studium der evangelischen Theologie absolvierte Schröter von 1982 bis 1989 in Jena, Hamburg und Heidelberg, wo er 1989 das Erste Theologische Examen bei der Evangelischen Landeskirche in Baden ablegte. 1992 wurde er an der Theologischen Fakultät der Ruprecht-Karls-Universität Heidelberg zum Dr. theol. promoviert, wo Klaus Berger sein Betreuer war. Von 1992 bis 1998 arbeitete er als wissenschaftlicher Assistent zunächst an der Kirchlichen Hochschule Berlin-Zehlendorf, seit 1993 an der Theologischen Fakultät der Humboldt-Universität zu Berlin, wo er am Lehrstuhl Cilliers Breytenbach tätig war. Hier habilitierte sich Schröter 1996 für das Fach Neues Testament.
Nach einer Vertretungsprofessor für Bibelwissenschaften am Institut für Evangelische Theologie der Pädagogischen Hochschule Erfurt (1997–1998) wurde Schröter 1998 auf den Lehrstuhl für Neues Testament am Fachbereich Evangelische Theologie der Universität Hamburg berufen, den er bis 2003 innehatte. Von 2003 bis 2009 war Schröter Professor für Exegese und Theologie des Neuen Testaments an der Theologischen Fakultät der Universität Leipzig; im September 2009 folgte er einem Ruf an den Lehrstuhl für Exegese und Theologie des Neuen Testamentes sowie die neutestamentlichen Apokryphen der Theologischen Fakultät der Humboldt-Universität zu Berlin.
Schröter war zudem im Jahr 2001 Visiting Professor am Department of Religious Studies der Rice University in Houston, Texas (USA) und 2006 Gastdozent am Theologischen Studienjahr in Jerusalem.
Wesentliche Forschungsschwerpunkte Schröters liegen in den Bereichen der kanonischen und außerkanonischen Jesusüberlieferung, der Geschichte des frühen Christentums, der Rezeptionsgeschichte und Theologie des Neuen Testaments sowie der antiken christlichen Apokryphen.
Schröter ist u. a. Mitherausgeber der Beihefte zur Zeitschrift für die neutestamentliche Wissenschaft und die Kunde der älteren Kirchengeschichte, der Abhandlungen zur Theologie des Alten und Neuen Testaments, der Berliner Theologischen Zeitschrift und Neue Theologische Grundrisse. Er ist außerdem leitender Herausgeber (englisch: Managing Editor) der Zeitschrift Early Christianity.
Schröter bezieht neuere Ansätze der Geschichtstheorie (wie etwa von Johannes Fried und Paul Ricœur) mit ein. An der Zweiquellentheorie, insbesondere an der hypothetischen Logienquelle Q, hat er Zweifel. In Bezug auf den Kanon des Neuen Testaments unterscheidet Schröter „zwischen einem Kernbestand und unscharfen Rändern“, wobei die vier Evangelien und die Paulusbriefe „seit früher Zeit zum festen Bestand der anerkannten Schriften“ gehörten, während die Offenbarung des Johannes, der Hebräerbrief, der Hirt des Hermas oder die Offenbarung des Petrus am Rand standen.

## Familie
Schröter ist seit 1982 mit Christina Schröter verheiratet, sie haben zwei Kinder.

## Schriften (Auswahl)
- Der versöhnte Versöhner. Paulus als unentbehrlicher Mittler im Heilsvorgang zwischen Gott und Gemeinde nach 2 Kor 2,14–7,4 (= Texte und Arbeiten zum neutestamentlichen Zeitalter. Bd. 10). Francke, Tübingen u. a. 1993, ISBN 3-7720-1889-0 (Zugleich: Heidelberg, Universität, Dissertation, 1992).
- Erinnerung an Jesu Worte. Studien zur Rezeption der Logienüberlieferung in Markus, Q und Thomas (= Wissenschaftliche Monographien zum Alten und Neuen Testament. Bd. 76). Neukirchener Verlag, Neukirchen-Vluyn 1997, ISBN 3-7887-1646-0 (Zugleich: Berlin, Humboldt-Universität, veränderte Habilitations-Schrift, 1996/97).
- Jesus und die Anfänge der Christologie. Methodologische und exegetische Studien zu den Ursprüngen des christlichen Glaubens (= Biblisch-theologische Studien. Bd. 47). Neukirchener Verlag, Neukirchen-Vluyn 2001, ISBN 3-7887-1877-3.
- Jesus von Nazareth. Jude aus Galiläa – Retter der Welt (= Biblische Gestalten. Bd. 15). Evangelische Verlags-Anstalt, Leipzig 2006, ISBN 3-374-02409-2, 22009; 32010; 42012.
- Von Jesus zum Neuen Testament. Studien zur urchristlichen Theologiegeschichte und zur Entstehung des neutestamentlichen Kanons (= Wissenschaftliche Untersuchungen zum Neuen Testament. Bd. 204). Mohr Siebeck, Tübingen 2007 (umfasst 16 Beiträge der Jahre 2000–2007), Studienausgabe 2008, ISBN 978-3-16-149231-0.
- Nehmt – esst und trinkt. Das Abendmahl verstehen und feiern. kbw – Bibelwerk, Stuttgart 2010, ISBN 978-3-460-30024-8.
- Jesus Christus (Themen der Theologie 4213). Mohr Siebeck (UTB), Tübingen 2014.
- (mit Konrad Schmid): Die Entstehung der Bibel. Von den ersten Texten zu den heiligen Schriften. C. H. Beck, München 2019, ISBN 978-3-406-73946-0.
- Die apokryphen Evangelien. Jesusüberlieferungen außerhalb der Bibel. C. H. Beck, München 2020. ISBN 978-3-406-75018-2.
- Die Entstehung des Christentums. Von den Anfängen bis zu Konstantin dem Großen. C. H. Beck, München 2024. ISBN 978-3-406-82272-8.

## Einzelbelege
1. ↑  Jens Schröter, in: Professorenkatalog der Universität Leipzig / Catalogus Professorum Lipsiensium Herausgegeben vom Lehrstuhl für Neuere und Neueste Geschichte, Historisches Seminar der Universität Leipzig, abgerufen am 14. April 2023
2. ↑  Zusammenstellung einiger Grundzüge von Schröters theologischer Sicht bei Franz Graf-Stuhlhofer in seiner Rezension von Schröter: Von Jesus zum Neuen Testament, 2007, im Jahrbuch für Evangelikale Theologie 24, 2010, S. 286–288.
3. ↑  Schröter: Von Jesus zum Neuen Testament, 2007, Kap. 5.
4. ↑  Schröter: Von Jesus zum Neuen Testament, 2007, S. 339, 343.
5. ↑  Curriculum Vitae Prof. Dr. Jens Schröter, Website theologie.hu-berlin.de (abgerufen am 13. April 2023)

| Personendaten    | Personendaten                                                            |
| ---------------- | ------------------------------------------------------------------------ |
| NAME             | Schröter, Jens                                                           |
| KURZBESCHREIBUNG | deutscher evangelischer Theologe und Hochschullehrer für Neues Testament |
| GEBURTSDATUM     | 30. September 1961                                                       |
| GEBURTSORT       | Berlin                                                                   |